# شيجيرو ساكوراي
شيجيرو ساكوراي (باليابانية: 桜井 繁) (29 يونيو 1979 في إيباراكي في اليابان – )؛ هو لاعب كرة قدم ياباني سابق كان يلعب كحارس مرمى.

## وصلات خارجية
- شيجيرو ساكوراي على موقع رابطة كرة القدم اليابانية للمحترفين (اليابانية)
- شيجيرو ساكوراي على موقع قاعدة بيانات كرة القدم.إي يو (الإنجليزية)
- شيجيرو ساكوراي على موقع Soccerway.com (الإنجليزية)
- شيجيرو ساكوراي على موقع عالم كرة القدم.نت (الإنجليزية)
- شيجيرو ساكوراي على موقع كووورة